# Combinação

Demonstração da combinação

Uma combinação sem repetição, em análise combinatória, é um subconjunto  com {\displaystyle s} elementos em um conjunto {\displaystyle \mathbb {U} ,} com {\displaystyle n} elementos. Como é um conjunto, não há repetição de membros dentro do conjunto. 
Por outras palavras combinação sem repetição  é o número de grupos que se pode formar com s dos n objectos todos diferentes, diferindo uns dos outros pela natureza dos seus elementos. 
O número de subconjuntos de {\displaystyle s} elementos diferentes de um conjunto de {\displaystyle n} elementos diferentes pode ser representado por: {\displaystyle C_{s}^{n},} {\displaystyle {\begin{matrix}{{n} \choose {s}}\end{matrix}},} {\displaystyle {}^{n}C_{s}} ou {\displaystyle {C}{\left(n,s\right)}.}

## Exemplos
- {\displaystyle C_{3,2}} indica de quantas formas distintas é possível escolher 2 elementos de um grupo de 3 elementos, digamos as 3 primeiras letras do alfabeto: {a,b,c}. As três possíveis combinações são:

ab, ac, bc. Note que em uma combinação não estamos interessados na ordenação dos elementos, uma vez que estamos tratando de um subconjunto do conjunto inicial. desta maneira ab e ba representam um mesmo conjunto.
- A combinação {\displaystyle C_{4,2}} indica de quantas formas distintas é possível escolher dois elementos de um grupo de 4, digamos as quatro primeiras letras do alfabeto: {a,b,c,d}. As seis possíveis combinações são:

ab, ac, ad, bc, bd, cd
Aplicando a formula abaixo ao exemplo acima temos:
{\displaystyle C_{2}^{4}={4 \choose 2}={\frac {4!}{2!\cdot \left(4-2\right)!}}}{\displaystyle =}
{\displaystyle {\frac {\left(4\cdot 3\cdot 2\cdot 1\right)}{\left(2\cdot 1\right)\cdot \left(2\cdot 1\right)}}={\frac {24}{4}}=6} combinações diferentes

## Fórmula
A fórmula de cálculo de uma combinação é a seguinte:
{\displaystyle C_{s}^{n}={n \choose s}={\frac {n!}{s!\cdot \left(n-s\right)!}}} Onde s deve ser um número natural. 

Então:
{\displaystyle {n \choose s}={n \choose n-s}}
Significado das variáveis ou incógnitas na fórmula:
s (do inglês set: conjunto) é o número de elementos escolhidos (parte);
n  é o número total de elementos (todo).

### Dedução
O processo de dedução exige um conhecimento prévio sobre arranjos e análise combinatória. Em um arranjo, a ordem na qual os elementos são dispostos é levada em conta, enquanto na combinação, a ordem na qual são dispostos não interfere no resultado.
Portanto, para se descobrir quantas combinações existem com {\displaystyle s} elementos de {\displaystyle n,} é preciso primeiro descobrir quantos arranjos de {\displaystyle s} elementos de {\displaystyle n} existem.
{\displaystyle A_{n}^{s}={\frac {n!}{\left(n-s\right)!}}}
Como nas combinações a ordem dos elementos não importa, e no arranjo, importa, é natural que haja mais arranjos que combinações. Dessa forma, um grande número de arranjos diferentes podem corresponder a uma mesma combinação. Todas as combinações são repetidas o mesmo número de vezes. Para que se possam eliminar essas repetições, é preciso primeiro determinar quantas existem: o número de vezes que cada combinação se repete. Isso se faz descobrindo de quantas formas foram dispostos os {\displaystyle s} elementos arranjados, ou seja, determinando de quantas formas diferentes os {\displaystyle s} elementos podem ser arranjados.
{\displaystyle A_{s}^{s}=s!}
Sabendo o número de arranjos possíveis com {\displaystyle s} elementos de {\displaystyle n,} e o número de vezes que cada combinação com {\displaystyle s} elementos de {\displaystyle n} se repete dentro desse número de arranjos, é possível determinar o número de combinações possíveis, dividindo o número de arranjos pelo número de repetições.
{\displaystyle C_{s}^{n}={\frac {\frac {n!}{\left(n-s\right)!}}{s!}}}
Simplificando essa expressão, é obtida a fórmula da combinação:
{\displaystyle C_{s}^{n}={\frac {n!}{s!\cdot \left(n-s\right)!}}}

## Triângulo de Pascal
No Triângulo de Pascal, é possível encontrar-se o valor de {\displaystyle C_{n}^{s}} sem usar a fórmula direta. Nesse triângulo, {\displaystyle s} é o número da coluna e {\displaystyle n,} da linha, onde está o valor da combinação. Essa relação é melhor explicada no artigo sobre binômios de Newton.
O triângulo de Pascal é uma representação de uma grelha de números cujas linhas são iniciadas e terminadas pela unidade. Se adicionarmos dois números consecutivos numa linha de posição n então o número situado na linha de posição n + 1 é a soma desses números.

## Regra
Uma combinação {\displaystyle C_{s}^{n}} só é possível quando {\displaystyle n>0} e {\displaystyle 0\leq {s}\leq {n}.}